# Казинка (Грязинський район)
Казинка (рос. Казинка) — село у Грязинському районі Липецької області Російської Федерації.
Населення становить 3201 особу. Належить до муніципального утворення Казинська сільрада.

## Історія
З 13 червня 1934 до 6 січня 1954 року у складі Воронезької області. Відтак входить до складу Липецької області.
Згідно із законом від 23 вересня 2004 року № 126-ОЗ органом місцевого самоврядування є Казинська сільрада.

## Населення
| 1862  | 1880  | 1959  | 2009  | 2010  | 2012  | 2013  |
| ----- | ----- | ----- | ----- | ----- | ----- | ----- |
| 3290  | ↗3961 | ↗5888 | ↘3002 | ↘2730 | ↗2790 | ↗2891 |
| 2014  | 2015  | 2016  | 2017  | 2018  |       |       |
| ↗3086 | ↗3130 | ↗3196 | ↗3224 | ↘3201 |       |       |